# Gail Neall
Gail Neall (n. 2 august 1955, Sydney, Noul Wales de Sud, Australia) este o înotătoare ce a reprezentat Australia, medaliată olimpică. A participat la o ediție a Jocurilor Olimpice (1972) în care a câștigat două medalii de aur.